# Tintin (revista)
Tintín o bé Le Journal de Tintin (en francès) i Kuifje (en neerlandès), va ser una revista setmanal de còmics francobelga. S'hi varen publicar, series com; Blake i Mortimer, Alix, i el títol principal, Les aventures de Tintín. El primer número es va editar el vint-i-sis de setembre del 1946 i l'últim el 1993.

## Trajectòria editorial

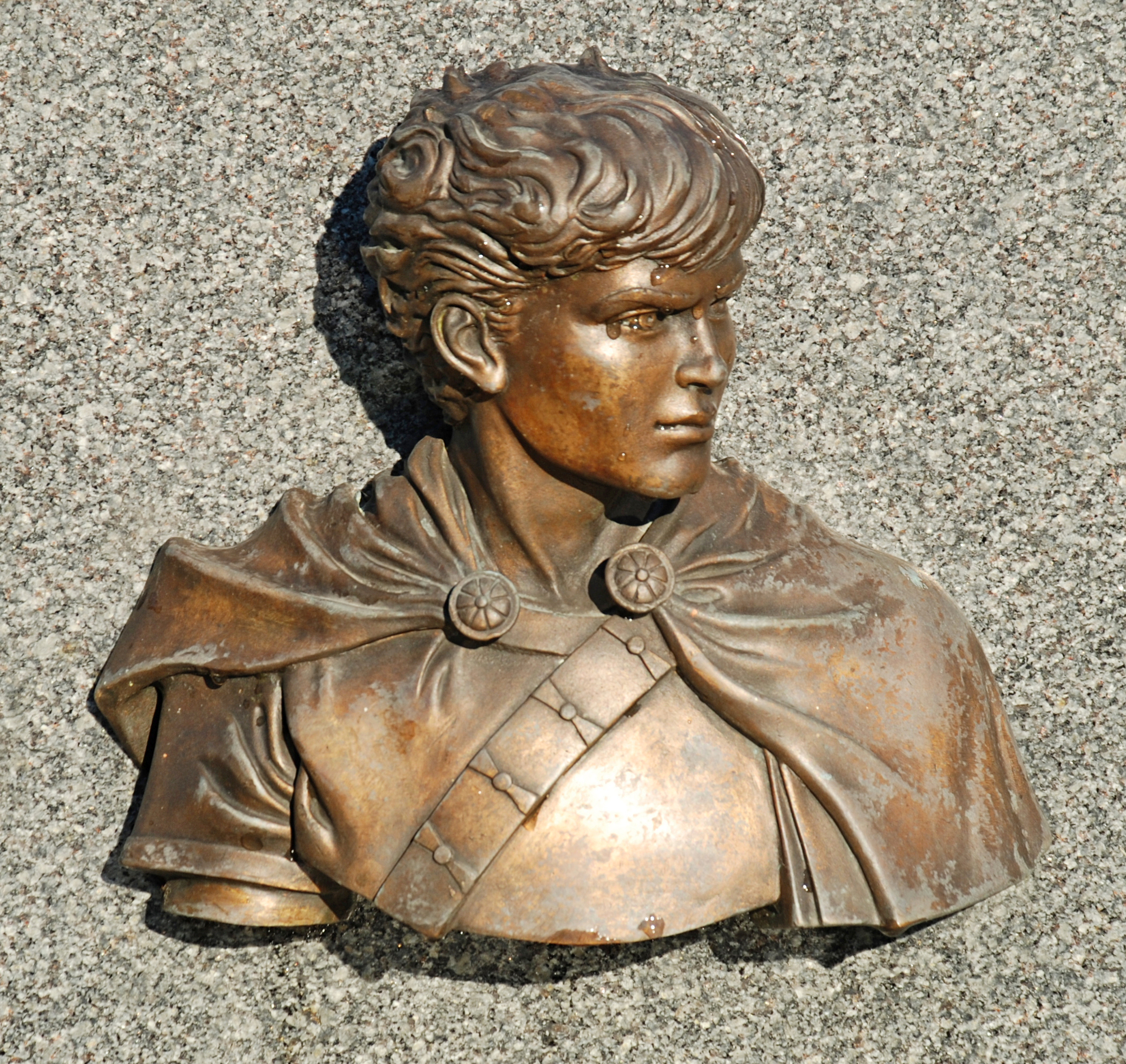
Escultura d'Alix

El desembre del 1944 a Bèlgica, tres joves editors varen fundar l'editorial Éditions Yes amb publicacions de prosa romàntica i cinema, un d'ells era Raymond Leblanc (1915-2008) un gran admirador del Tintin d'Hergé. Quan l'editorial fa el plantejament de crear una nova revista de còmics, Leblanc pensa en Hergé i el seu personatge, després de diverses converses arriben a l'acord que Leblanc fundarà una editorial anomenada Éditions du Lombard per tal de publicar una revista de còmics amb el títol Le Journal Tintin i Hergé en sera el director artístic.
El vint-i-sis de setembre del 1946 es varen publicar les versions en francès amb el títol Le Journal de Tintin i en neerlandès Kuife. el primer numero tenia dotze pagines en blanc i negre i color, el reclam de la revista era el retorn de Les aventures de Tintin amb l'aventura titulada El Temple del Sol (Le temple du soleil). Amb l'excepció de les historietes d'Herge, la resta de la revista eren de còmic realista. A mes d'algunes seccions amb text i narracions s'hi publiquen las sèries: Corentin, de Paul Cuvelier i el primer capítol d'El Secreto del Espadón que es l'inici de la serie de Blacke et Mortimer d'Edgar Pierre Jacobs.
El naixement de la revista va permetre una nova etapa pels còmics d'aventures francòfons amb nous autors joves que més endavant esdevindrien grans autors de còmic i famosos juntament amb els seus personatges. Entre aquests autors hi havia: Jacques Martin amb el seu personatge Alix; Albert Weinberg amb Dan Cooper; Jean Craton amb Michel Vaillant; Derib amb Buddy Longway i Hermann amb Bernard Prince.
Als anys setanta la revista torna a recuperar les sèries realistes amb autors com; Claude Auclair, amb la sèrie postapocalíptica Simon du Fleuve; Carlos Giménez amb Dani Futuro; André Beautemps amb Michaël Logan; Franz (Franz Drappier) amb Jugurtha; The Spirit de Will Eisner; Grzegorz Rosiński i Jean Van Hamme amb Thorgal.
La versió Belga editada en francès de Le Journal de Tintin es va deixar de publicar el novembre del 1988 fins que un mes després es va tornar a editar amb el nom Tintin reporter, publicada per Yeti Presse. El setembre del 1989 va tornar a canviar de nom fins a la cancel·lació definitiva el 1993.
La versió francesa de la revista que era molt semblant a l'editada a Bèlgica, però no idèntica es va cancel·lar el 1972 i va renéixer amb els noms de Tintin l'Hebdoptimiste i Nouveau Tintin fins al 1988 que va deixar de publicar-se definitivament.
El Còmic d'humor a Tintin

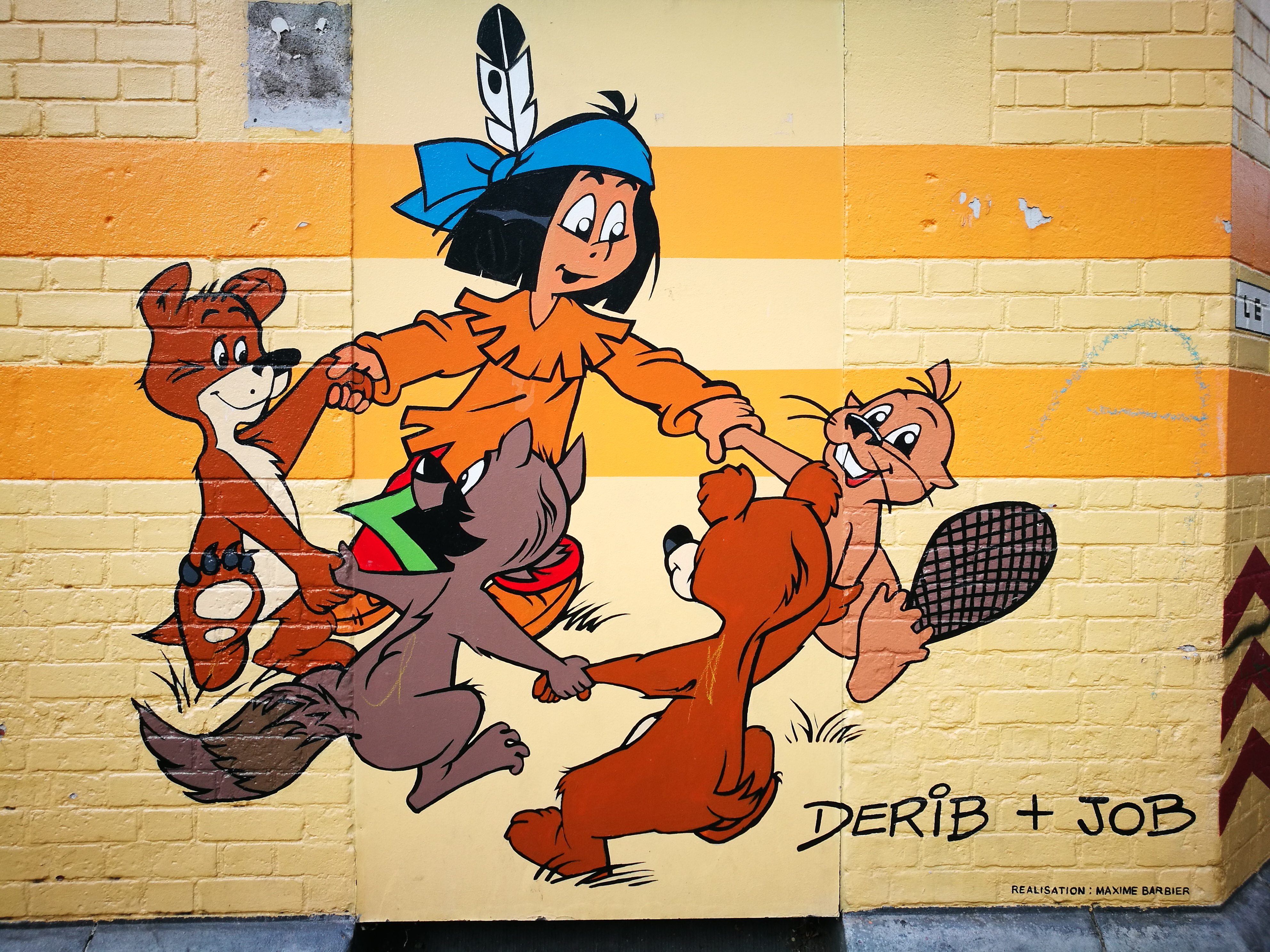
Yakari, el personatge

Les sèries de còmic d'humor de la revista eren en general d'humor blanc, més amatent a l'anècdota, la poesia i reforçar aquells valors considerats bàsics per als infants. Algunes de les sèries foren: Modeste et Pompon de Franquin entre el 1955 i el 1959 i posteriorment continuada per Dino Attanasio i Mittéi; Bob et Bobet amb guió i dibuix de Willy Varndesteen; Clorophylle creada per Raymond Macherot; Les aventures de Chick Bill un western humorístic de Tibet; Oumpah-Pah, d'Albert Uderzo i René Goscinny; Signor Spaghetti de Goscinny i Dino Attanasio; ''Strapotin'' de Goscinny i Berck, explica les aventuresd'un taxista amb fusta d'heroi; Yakari explica la història d'un jove indi sioux Lakota, que té la particularitat d'entendre i parlar la llengua dels animals.

## Tintin de J.Zendrera
L'editor i propietari d'Editorial Joventut, Josep Zendrera, va ser el primer d'editar la revista tintin en castellà des del novembre del 1967 fins al gener del 1969 que després de seixanta-quatre números es va fusionar amb Gaceta Junior. El format era el de quadern grapat de vint pàgines i periodicitat setmanal. Les sèries de còmic que si publicaven eren íntegrament les de l'edició francesa de la revista Tintin. Fins al número trenta-quatre s'alternaven les pàgines a color amb les de blanc i negre, a partir d'aquest número les pàgines en blanc i negre foren substituïdes per bitò o per tres colors, del quaranta-vuit en endavant totes les pàgines varen ser en color.

## Tintin de Bruguera
L'Editorial Bruguera va fer un segon intent de publicar la capçalera de la revista francesa en castellà entre el 1981 i el 1982, se n'editaren un total de vint números més un extraordinari Navidad 1981, integrat a la numeració com el numero catorze. L'edició va ser en format quadern grapat amb l'interior en color.
El contingut era bàsicament el material de la revista en la seva versió en francès, amb sèries com, Las aventures de Tintin, Umpa-pah, Comanche i sèries de còmic d'humor com, Teo y Dorita (Modeste et Pompon en l'original) i Cubitus (traduït al castellà com a Felpudo) entre d'altres. El contingut es complementava amb quatre seccions pròpies: El buzón de Tintin que era el correu dels lectors, dues paginés de passatemps, la secció Tintin investiga, i Tintin va al cine, secció dedicada a publicitar una pel·lícula més o menys orientada al públic juvenil.